# Jan Wraży
Jan Wraży  (10. ledna 1943 Lvov – 7. dubna 2019 Mons) byl polský fotbalový obránce.

## Fotbalová kariéra
Hrál v polské nejvyšší soutěži za GKS Katowice a Górnik Zabrze. Nastoupil ve 219 ligových utkáních. S Górnikem Zabrze získal dvakrát mistrovský titul a dvakrát vyhrál pohár. Dále hrál francouzskou ligu za Valenciennes FC, nastoupil ve 147 ligových utkáních a dal 2 góly. V Poháru mistrů evropských zemí nastoupil v 6 utkáních, v Poháru vítězů pohárů nastoupil v 7 utkáních a v Poháru UEFA nastoupil v 1 utkání. Za polskou reprezentaci nastoupil v letech 1968–1972 v 7 utkáních.

## Ligová bilance
| Ročník            | Zápasy | Góly | Klub            |
| ----------------- | ------ | ---- | --------------- |
| I Liga 1965/1966  | 12     | 0    | GKS Katowice    |
| I Liga 1966/1967  | 26     | 0    | GKS Katowice    |
| I Liga 1967/1968  | 18     | 0    | GKS Katowice    |
| I Liga 1968/1969  | 26     | 0    | GKS Katowice    |
| I Liga 1969/1970  | 24     | 0    | GKS Katowice    |
| I Liga 1970/1971  | 22     | 0    | Górnik Zabrze   |
| I Liga 1971/1972  | 24     | 0    | Górnik Zabrze   |
| I Liga 1972/1973  | 24     | 0    | Górnik Zabrze   |
| I Liga 1973/1974  | 24     | 0    | Górnik Zabrze   |
| I Liga 1974/1975  | 19     | 0    | Górnik Zabrze   |
| Ligue 1 1975/1976 | 24     | 0    | Valenciennes FC |
| Ligue 1 1976/1977 | 30     | 0    | Valenciennes FC |
| Ligue 1 1977/1978 | 28     | 0    | Valenciennes FC |
| Ligue 1 1978/1979 | 34     | 2    | Valenciennes FC |
| Ligue 1 1979/1980 | 31     | 0    | Valenciennes FC |
| CELKEM I Liga     | 219    | 0    |                 |
| CELKEM Ligue 1    | 147    | 2    |                 |